# A Piece of Time
A Piece of Time es el tercer álbum de estudio de la música estadounidense Lori Lieberman. Fue publicado en mayo de 1974 a través del sello discográfico Capitol Records.

## Contenido
A Piece of Time contiene diez canciones, las cuales fueron compuestas en su totalidad por el dúo de compositores Charles Fox y Norman Gimbel. El álbum incluye su segunda canción más famosa, «I Got a Name». Fue escrita para la película The Last American Hero, la cual se basó en la novela corta de Tom Wolfe. Jim Croce la interpretó en la película y se convirtió en un éxito.

## Recepción de la crítica
Un escritor no especificado de la revista Cash Box declaró: “Cada una [de las canciones] lleva el sello inconfundible de un artista del que escucharemos mucho en el futuro”. Un escritor no especificado de la revista Billboard escribió: “Es posible que Lieberman finalmente haya encontrado una identidad sólida con este conjunto. Cantando una excelente mezcla de baladas y rock y mostrando una de las mejores voces de cualquier vocalista femenina en la escena discográfica actual... La Sra. Lieberman tiene una voz poderosa que moldea en cada canción”.

## Lista de canciones
Todas las canciones escritas y compuestas por Charles Fox y Norman Gimbel.
Lado uno
1. «The World Is Turning» – 2:58
2. «A Piece of Time» – 4:00
3. «No Rights on Saturday Nights» – 3:58
4. «Stone Canyon» – 3:25
5. «Before I Say I'm Sorry» – 2:45

Lado dos
1. «Legacy» – 3:58
2. «Stand on It» – 3:55
3. «I Got a Name» – 3:10
4. «What's It Got to Do With Music» – 4:02
5. «Make No Mistake» – 4:20

## Créditos y personal
Créditos adaptados desde las notas de álbum de A Piece of Time.
Músicos
- Lori Lieberman – voz principal, coros en «A Piece of Time», silbido en «Before I Say I'm Sorry»
- John Raines – batería, percusión
- Charles Fox – piano en todas las canciones excepto «The World Is Turning», «A Piece of Time» y «What's It Got to Do with Music»
- Bill Cuomo – piano en «The World Is Turning», «A Piece of Time» y «What's It Got to Do with Music»
- Dominic Genova – bajo eléctrico en «The World Is Turning», «A Piece of Time» y «What's It Got to Do with Music»
- Max Bennet – bajo eléctrico en «No Rights on Saturday Nights» y «Make No Mistake»
- Reinie Press – bajo eléctrico en «Stone Canyon», «Before I Say I'm Sorry», «Legacy» y «Stand on It»
- Jim Hughart – bajo eléctrico en «I Got a Name»
- Fred Tackett – guitarra eléctrica en «The World Is Turning», «A Piece of Time» y «What's It Got to Do with Music»
- Mike Anthony – guitarra eléctrica en «No Rights on Saturday Nights» y «Make No Mistake»
- Dean Parks – guitarra eléctrica en «Legacy», «Stand on It» y «I Got a Name»
- Sneaky Pete – steel guitar en «The World Is Turning» y «A Piece of Time»
- Bud Shank – flauta, saxofón en Before I Say I'm Sorry» y «Make No Mistake»
- Ben Benay – guitarra acústica en «No Rights on Saturday Nights» y «Make No Mistake»
- Dennis Budimer – guitarra acústica en «Stone Canyon», «Before I Say I'm Sorry», «Legacy», «Stand on It» y «I Got a Name»
- Larry Carlton – guitarra acústica en «Stone Canyon» y «Before I Say I'm Sorry»
- Merry Clayton – coros en «A Piece of Time»
- Pat Henderson – coros en «The World Is Turning», «A Piece of Time» y «What's It Got to Do with Music»
- Shirlee Matthews – coros en «The World Is Turning», «No Rights on Saturday Nights», «Before I Say I'm Sorry», «Stand on It» y «What's It Got to Do with Music»
- Myrna Matthews – coros en «The World Is Turning», «No Rights on Saturday Nights», «Before I Say I'm Sorry», «Stand on It» y «What's It Got to Do with Music»
- Carolyn Williams – coros en «No Rights on Saturday Nights» y «Before I Say I'm Sorry»
- Marti McCall – coros en «Stand on It»
- Herb Pederson – coros en «Legacy» y «I Got a Name»

Personal técnico
- Charles Fox – productor
- Norman Gimbel – productor
- Wally Traugott – masterización
- Roy Kohara – director artístico
- William Alan Shirley – ilustración